# 出定後語
『出定後語』（しゅつじょうごご、しゅつじょうこうご）は、富永仲基の主著。延享2年(1745年)に刊行された。

## 概略
本書のもっとも特徴的な主張は、「加上」または「異部加上」と呼ばれる法則の提言である。仲基によると、歴史的に経典を分析すると、新しい経典は、より古い経典の教説に異なった教説を加上しながら発展してきた、というものである。
従来の仏教経典間の体系整理は、すべてブッダが説いた教説であることを前提とし、矛盾を排するように説かれた順序を推定・評価していた。仲基は、その前提を疑い、成立史を再構成を試みた。その推論根拠として「加上」、「異部名字難必和會」「三物五類立言之紀」を挙げている。
「加上」は、新たな思想は旧思想に新たな要素を加え優位性を示そうとするという心理の法則性。
「異部名字難必和會」は、一つの事柄に複数の説がある場合、真実を判断つきにくい（ため無理に絞ると誤るおそれがある）こと。
「三物五類立言之紀」は、言語の意味の、話者による影響（主観、イデオロギー）、時代による影響（発音、意味、翻訳）、5種類に類型化できる意味の変化（固有名詞が一般名詞化、意味が強まる、誇張する、意味が変わる、逆の意味に変わる）に注目する。
その他、韻文やその注釈文などの記述スタイルから編集の順序を推定や国民性による発想の比較（インド人は空想的宇宙的、中国人は文飾的、日本人は要点簡潔）がある。
仲基はまた、まずヴェーダが先行し、それに対抗して六師外道が、それに対抗しての釈迦・小乗仏教が、それに対抗して大乗仏教が加上されたとし、つまり大乗仏教を後世に作られたもの（大乗非仏説）と断じた。このことによって本書は仏教界から攻撃され、一方で平田篤胤などはこの書を国学者としての観点から賞揚した。

## テキスト
- 『現代仏教名著全集 第1巻 (仏教の諸問題)』中村元・増谷文雄・J.M.北川 編、隆文館 1971
- 『日本の名著 18　冨永仲基・石田梅岩』中央公論社 1972 (石田瑞麿訳)
- 『日本思想大系 43 富永仲基・山片蟠桃』岩波書店 1973 (水田紀久校注)
- 『出定後語　現代仏教名著全集』隆文館 普及版1982